# Swan Reach
Swan Reach (220 habitants) est un village d'Australie-Méridionale, entre Blanchetown et Mannum, sur le Murray à 127 km au Nord-est d'Adélaïde.
Il a une altitude de 0,75 m alors que le fleuve est encore à 80 km de son embouchure
Le village a été créé en 1850 et était le plus important centre de regroupement de bétail de toute la région. À l'heure actuelle c'est le centre d'une région agricole où l'agriculture est basée sur l'élevage des moutons, la culture des céréales, accessoirement, dans les zones irriguées, de fruits et légumes.
Le lac Bungunnia où se déversait le Murray s'achevait là.
Le village possède un ferry pour traverser le Murray.